# Blood of the Earth
《Blood of the Earth》는 2010년 6월 21일에 발매된 영국의 스페이스 록 밴드 호크윈드의 스물여섯 번째 스튜디오 음반이다.

## 배경
비록 새로운 스튜디오 음반이지만, 오래된 노래들의 새로운 버전들이 있다. 〈You’d Better Believe It〉은 원래 그들의 1974년 음반 《Hall of the Mountain Grill》에 발매되었고, 〈Sweet Obsession〉은 원래 데이브 브록의 1984년 솔로 음반 《Earthed to the Ground》에 발매되었다.
라이브 트랙과 인터뷰가 포함된 2CD 한정판이 있다. 〈Tide of the Century〉는 원래 팀 블레이크가 2000년 솔로 음반 《The Tide of the Century》에서 녹음했다. 〈Long Gone〉의 커버 버전은 《모조》의 시드 배럿 스페셜 에디션 《The Madcap Laughs》를 위해 녹음되었다.

## 곡 목록
| #   | 제목                        | 작사·작곡                                          | 재생 시간 |
| --- | --------------------------- | -------------------------------------------------- | --------- |
| 1.  | 〈Seahawks〉                | 데이브 브록                                        | 6:14      |
| 2.  | 〈Blood of the Earth〉      | 브록, 매튜 라이트                                  | 2:59      |
| 3.  | 〈Wraith〉                  | 조나단 더비셔, 나일 혼, 팀 블레이크, 리처드 채드윅 | 6:07      |
| 4.  | 〈Green Machine〉           | 혼                                                 | 4:04      |
| 5.  | 〈Inner Visions〉           | 블레이크                                           | 4:29      |
| 6.  | 〈Sweet Obsession〉         | 브록                                               | 4:45      |
| 7.  | 〈Comfy Chair〉             | 브록                                               | 4:54      |
| 8.  | 〈Prometheus〉              | 더비셔, 혼, 블레이크, 채드윅                       | 5:48      |
| 9.  | 〈You'd Better Believe It〉 | 브록                                               | 7:11      |
| 10. | 〈Sentinel〉                | 더비셔, 혼, 블레이크, 채드윅                       | 6:03      |